# Woman (альбом)
Woman третій студійний альбом французького електронного дуета Justice випущений 18 листопада 2016 року під Ed Banger Records та Because Music. 4 сингла було випущено з альбому: "Safe and Sound", "Randy", "Alakazam !", та "Fire".
Ксав’є Де Росне описав цей альбом як "бути в машині з найліпшим другом, зі своєю коханою та своїми дітьми". Деякі критики також описали альбом який барвистий та радісний.

## Список пісень
| #     | Назва                                                 | Тривалість |
| ----- | ----------------------------------------------------- | ---------- |
| 1.    | «Safe and Sound»                                      | 5:45       |
| 2.    | «Pleasure» (спів від Morgan Phalen of Diamond Nights) | 4:15       |
| 3.    | «Alakazam !»                                          | 5:11       |
| 4.    | «Fire» (спів від Romuald)                             | 5:34       |
| 5.    | «Stop» (спів від Johnny Blake)                        | 4:57       |
| 6.    | «Chorus»                                              | 7:09       |
| 7.    | «Randy» (спів від Morgan Phalen з Diamond Nights)     | 6:38       |
| 8.    | «Heavy Metal»                                         | 4:30       |
| 9.    | «"Love S.O.S.» (спів від Romuald)                     | 5:03       |
| 10.   | «Close Call»                                          | 5:08       |
| 54:10 |                                                       |            |